# 원피스 필름 골드
《원피스 필름 골드》(영어: ONE PIECE FILM GOLD)는 2016년에 개봉한 일본의 애니메이션, 모험, 판타지, 액션 영화이다. 미로야토 히로야키가 감독을 쿠로이와 츠토무가 각본을 맡았다.

## 성우진
- 몽키 D. 루피 : (타나카 마유미, 강수진)
- 조로 : (나카이 카즈야, 김승준)
- 나미 : (오카무라 아케미, 정미숙)
- 우솝 : (야마구치 캇페이, 김소형)
- 상디 : (히라타 히로아키, 박성태)
- 쵸파 : (오오타니 이쿠에, 김현지)
- 로빈 : (야마구치 유리코, 소연)
- 프랑키 : (야오 카즈키, 이주창)
- 테소로 : (야마지 카즈히로, 성완경)
- 브룩 : (쵸, 이인성)
- 카리나 : (여민정)
- 바카라 : (윤미나)
- 타나카 : (전태열)
- 다이스 : (최석필)
- 맥스 : (이장원)
- 붉은개 : (정승욱)
- 로브 루치 : (현경수)
- 스팬담 : (손원일)
- 사보 : (표영재)
- 코알라 : (정혜옥)
- 트레저 : (소정환)
- 리카 : (김채하)
- 템포 : (김가령)
- 롱 선장 : (손수호)
- 화이트 잭 : (김신우)
- 타임즈 : (김지율)